# Maguing

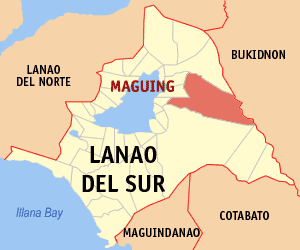
Bản đồ Lanao del Sur với vị trí của Maguing

Maguing là một đô thị hạng 3 ở tỉnh Lanao del Sur, Philippines. Theo điều tra dân số năm 2000 của Philipin, đô thị này có dân số 18.095 người trong 2.734 hộ.

## Các đơn vị hành chính
Maguing được chia ra 34 barangay.
| - Agagan - Balagunun - Bolao - Balawag - Balintao - Borocot - Bato-bato - Borrowa - Buadiangkay - Bubong Bayabao - Botud - Camalig | - Cambong - Dilausan - Dilimbayan - Ilalag - Kianodan - Lumbac - Madanding - Madaya - Maguing Proper - Malungun - Pagalongan | - Panayangan - Pilimoknan - Ragayan (Rungayan) - Lilod Maguing - Bubong - Lilod Borocot - Malungun Borocot - Malungun Pagalongan - Sabala Dilausan - Lumbac-Dimarao - Pindolonan |

## Lịch sử
Năm 2005, các barangay Lumbac-Dimarao và Pindolonan được thành lập.